# 2 szwadron pionierów

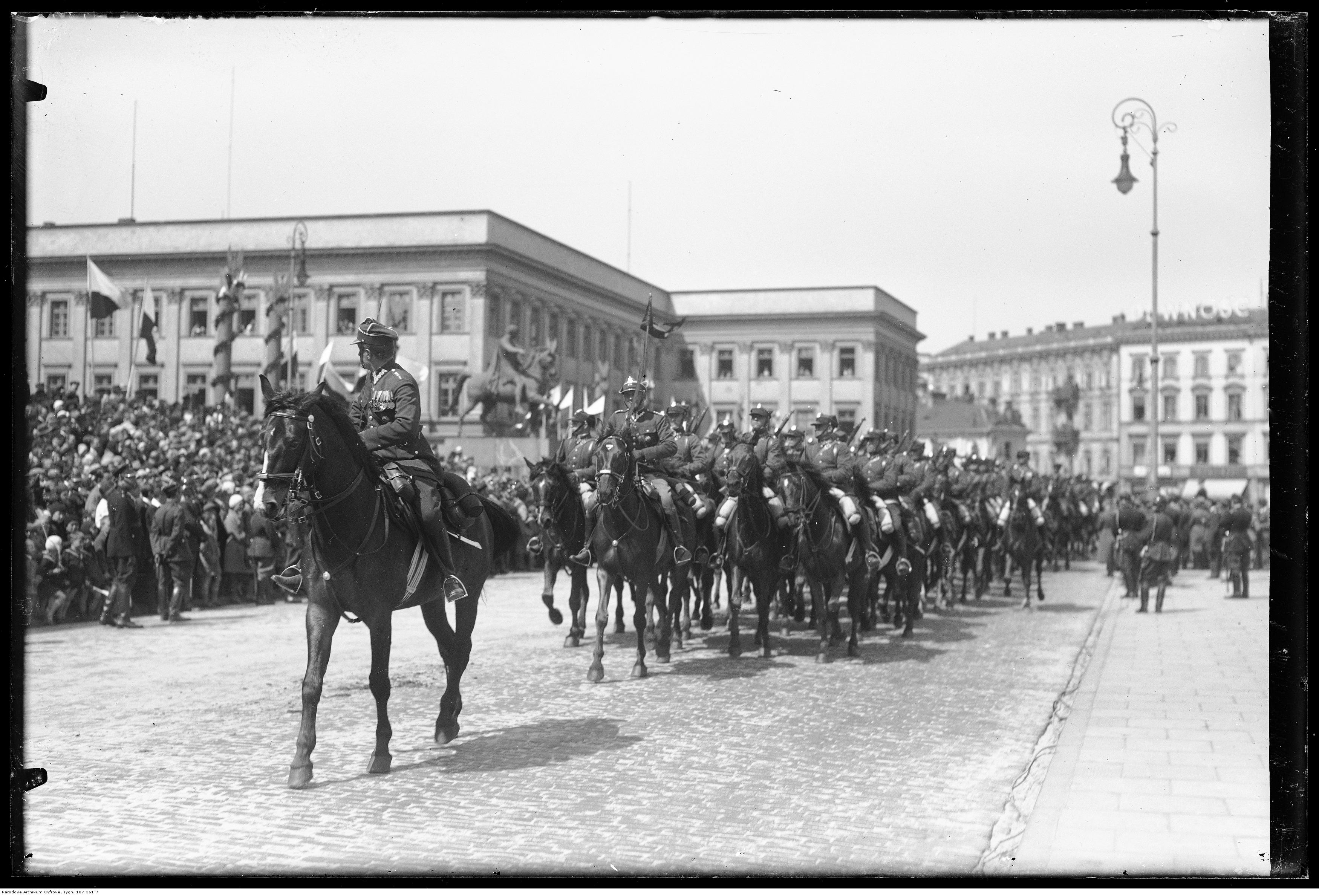
Szwadron na defiladzie 3 maja 1931 w Warszawie

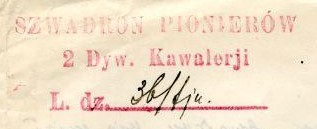
Pieczęć nagłówkowa szwadronu

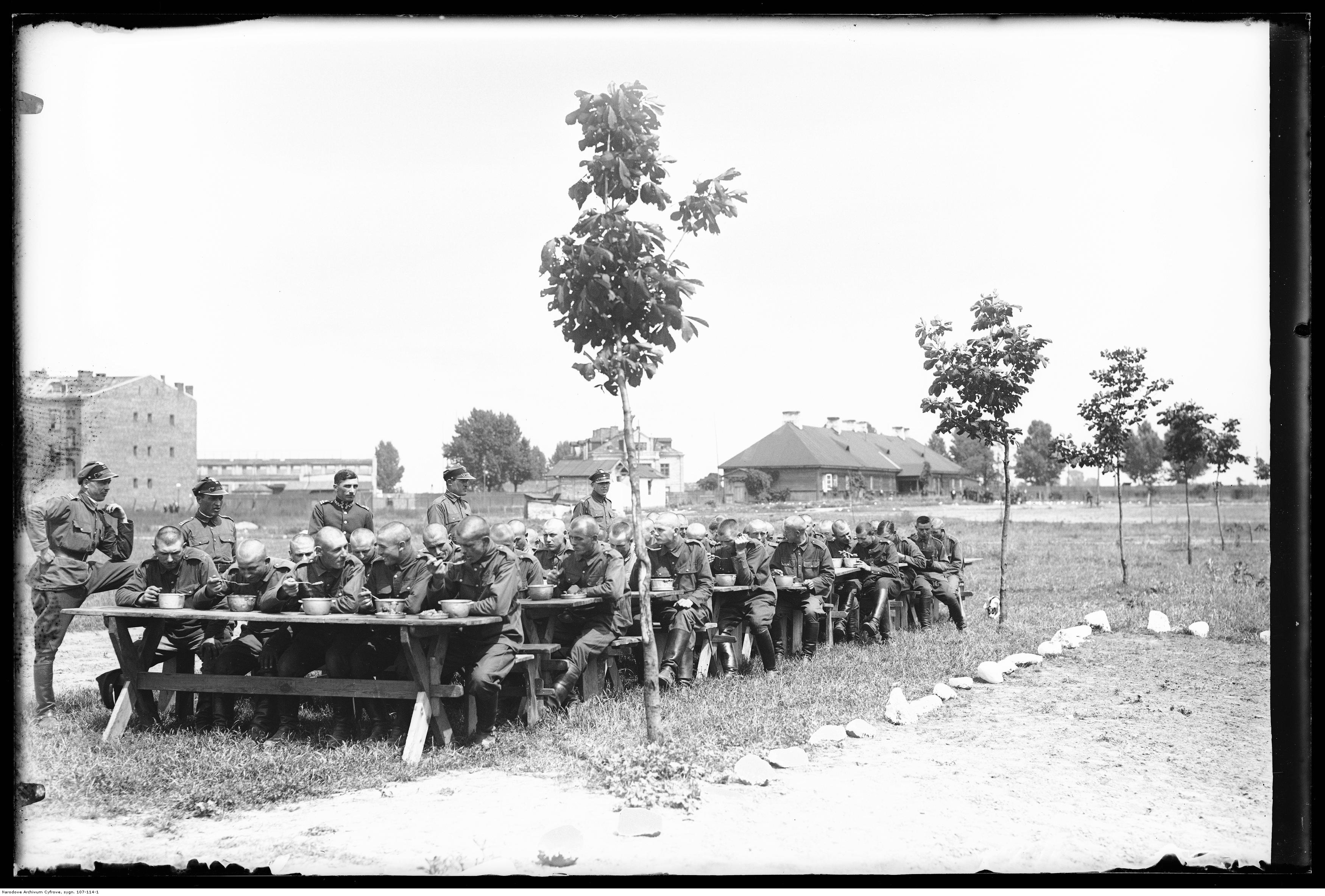
Pionierzy w czasie obiadu 20 czerwca 1926

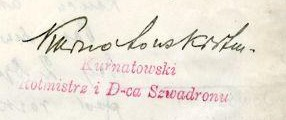
Pieczątka imiena dowódcy szwadronu

2 szwadron pionierów – pododdział kawalerii Wojska Polskiego.

## Historia szwadronu
W listopadzie 1924 został sformowany szwadron pionierów przy 2 Dywizji Kawalerii. 21 listopada 1924 minister spraw wojskowych przydzielił rotmistrza Tadeusza Kurnatowskiego na stanowisko dowódcy szwadronu oraz poruczników: Mariana Bełcikowskiego, Feliksa Siedleckiego i Karola Kiedrzyńskiego na stanowiska młodszych oficerów szwadronu. Szwadron wchodził w skład 2 Dywizji Kawalerii w Warszawie. 6 listopada 1924 generał dywizji Stefan Majewski, w zastępstwie ministra spraw wojskowych, rozkazem O.I.Szt.Gen. 11750 Org. ustalił następujące odznaki dla organizującego się szwadronu pionierów przy 2 DK:
- otok na czapkach rogatywkach czarny,
- proporczyki na kołnierzu kurtki i płaszcza pąsowo-czarne (barwa pąsowa u góry, barwa czarna zaś u dołu),
- na naramiennikach kurtki i płaszcza numer (cyfry arabskie) i litery „2D”[a].

Szwadron stacjonował w garnizonie Warszawa.
Od sierpnia 1926 formacją ewidencyjną szwadronu był 1 pułk szwoleżerów w Warszawie. W związku z powyższym do tego oddziału zostali przeniesieni rotmistrzowie Kurnatowski i Siedlecki, z pozostawieniem na zajmowanych stanowiskach w szwadronie.
1 października 1926 szwadron został oddany pod inspekcję gen. bryg. Juliuszowi Rómmlowi.
4 sierpnia 1927 minister spraw wojskowych ustalił barwy szkarłatno-czarne dla proporczyka szwadronów pionierów.
24 lutego 1928 minister spraw wojskowych ustalił otok szkarłatny na czapkach oficerów i szeregowych szwadronów pionierów.
W 1930 pododdział został przemianowany na 2 szwadron pionierów.
13 sierpnia 1931 minister spraw wojskowych marszałek Polski Józef Piłsudski rozkazem G.M. 7759 I. zatwierdził wzór i regulamin odznaki pamiątkowej szwadronów pionierów.
Bezpośredni nadzór nad szkoleniem i wychowaniem żołnierzy w szwadronie, jak również nadzór nad właściwym wykorzystaniem i konserwacją sprzętu saperskiego sprawował jeden z trzech dowódców grup saperów. Był on również kierownikiem corocznych koncentracji jednostek saperskich.
Od 1937 szwadron wchodził w skład Mazowieckiej Brygady Kawalerii. Do października tego roku szwadron został zreorganizowany.
Rozkazem Departamentu Kawalerii Ministerstwa Spraw Wojskowych L.1147 z 10 lipca 1939 nakazano sformować zmotoryzowany pluton pionierów Mazowieckiej BK przy szwadronie pionierów brygady. Do ogłoszenia mobilizacji pluton znajdował się w trakcie szkolenia i wyposażania w Modlinie, a na tabelę mob. 5 pułku ułanów zostałby wpisany prawdopodobnie wiosną 1940.
Zgodnie z uzupełnionym planem mobilizacyjnym „W” dowódca 1 dywizjonu artylerii konnej w Warszawie był odpowiedzialny za przygotowanie i przeprowadzenie mobilizacji szwadronu pionierów nr 2. Jednostka była mobilizowana w alarmie, w grupie jednostek oznaczonych kolorem żółtym. 23 sierpnia 1939 została zarządzona mobilizacja jednostek „żółtych” na terenie Okręgu Korpusu Nr I. Początek mobilizacji został wyznaczony na godz. 6.00 następnego dnia. Mobilizacja szwadronu odbyła się w terminie (A+44) i zgodnie z elaboratem mob. Szwadron przyjął organizację wojenną L.3023/mob.org. oraz został ukompletowany zgodnie z zestawieniem specjalności L.4023/mob.AR i wyposażony zgodnie z należnościami materiałowymi L.5023/mob.mat. 27 sierpnia szwadron osiągnął pogotowie marszowe. Pluton motorowy pod dowództwem por. kaw. Jana Hieronima Morawskiego do szwadronu nie dołączył, lecz wziął udział w obronie Warszawy. Piątego dnia mobilizacji powszechnej miała być zakończona mobilizacja uzupełnienia marszowego szwadronu pionierów nr 2. Uzupełnienie marszowe było jednostką podległą dowódcy Okręgu Korpusu Nr I pod każdym względem. Zmobilizowany szwadron pionierów nr 2 i jego uzupełnienie marszowe przynależały pod względem ewidencji do Ośrodka Zapasowego Kawalerii „Garwolin”.
W czasie kampanii wrześniowej szwadron pionierów nr 2 walczył w składzie Mazowieckiej BK.

## Kadra szwadronu
Dowódcy szwadronu
- rtm. / mjr kaw. Tadeusz Kurnatowski (XI 1924[2] – IV 1928[27])
- rtm. Feliks Siedlecki (IV 1928[28][5][6] – IV 1933[29])
- rtm. / mjr kaw. Władysław Paweł Wójtowicz (IV 1933[29] – III 1934[30])
- mjr kaw. Józef Tadeusz Zdanowicz (III 1934[30] – IX 1939[31][32])

Obsada personalna w marcu 1939
- dowódca szwadronu – mjr kaw. Józef Tadeusz Zdanowicz
- dowódca plutonu – rtm. Przemysław Deżakowski (od XII 1929[33])
- dowódca plutonu – por. kaw. Jan Hieronim Morawski[c]
- dowódca plutonu – por. kaw. Witold Edward Tarasiewicz[d]

Obsada personalna we wrześniu 1939
- dowódca szwadronu – mjr kaw. Józef Tadeusz Zdanowicz
- dowódca plutonu – ppor. kaw. rez. Franciszek Stefan Neuman[e] †1943
- dowódca plutonu – ppor. kaw. rez. Alfred Whitehead
- dowódca plutonu – ppor. kaw. Tadeusz Mueller (?)